# Моллазаде, Асим Назим оглы
Моллазаде Асим Назим оглы (азерб. Mollazadə Asim Nazim oğlu, pодился в 1953 в Баку, Азербайджанской ССР) — депутат Милли Меджлиса — парламента Азербайджана.

## Биография
- Закончил Азербайджанский медицинский институт им. Н. Нариманова. С 1980 по 1992 гг. работал в Московской медицинской академии им. И. М. Сеченова. Специалист в области неврологии и поведенческой психофизиологии. Доктор медицинских наук.
- В 1992 году, после возвращения в Баку, руководил Центром психогенных неврологических и психосоматических заболеваний.
- В 1992 году был руководителем информационно-аналитической службы Президента Азербайджана.
- В 1993 году — заведующий отделом международных связей аппарата Президента и специальный представитель президента на переговорах по урегулированию конфликта с Арменией.
- С 1993 года — заместитель председателя Народного фронта Азербайджана. Соучредитель и бывший вице-президент Фонда развития демократии. Президент Евро-Атлантического Центра Азербайджана.
- В 2000 году по пропорциональному списку ПНФА был избран в парламент.
- С 2005 года возглавляет Партию демократических реформ Азербайджана[2].

В 2024 году на парламентских выборах в Азербайджане, которые состоялись 1 сентября, одержал победу в Насими-Ясамальском избирательном округе №22. Официально стал депутатом Милли Меджлиса Азербайджана седьмого созыва, первое заседание которого состоялось 23 сентября 2024 года.
Женат, имеет дочь.

## Награды
- Орден «Слава» (7 июня 2013 года) — за активное участие в общественно-политической жизни Азербайджанской Республики[5].
- Орден «За службу Отечеству» 2-й степени (6 июня 2023 года) — за многолетнюю плодотворную деятельность в общественно-политической жизни Азербайджанской Республики[6].
- Медаль «МПА СНГ. 25 лет» (27 марта 2017 года, Межпарламентская ассамблея СНГ) — за заслуги в деле развития и укрепления парламентаризма, за вклад в развитие и совершенствование правовых основ функционирования Содружества Независимых Государств, укрепление международных связей и межпарламентского сотрудничества[7].